# Kisegítő iskola
Kisegítő iskola azaz speciális iskola, eltérő tantervű általános iskola: a gyógypedagógiai iskolák egyik típusa, az alsófokú oktatási intézményrendszer része. 

## Története
Az első kisegítő iskolát (Hilfsschule) 1867-ben Drezdában alapították. Magyarországon a kisegítő iskoláztatás 1900-ban indult meg, de az 1920-as évek végéig a kisegítő iskola szervezetileg még nem tartozott a gyógypedagógiai intézményekhez. Hazai szorgalmazói közül kiemelkednek: Szenes Adolf, Roboz József, Berkes (Berinza) János, Éltes (Ellenbach) Mátyás. Az 1921. évi XXX. tc. a fogyatékosokra is kiterjesztette a tankötelezettséget; ezt követően megkezdődött a hazai kisegítő iskolák számának lassú növekedése. 1951-1961-ig 'gyógypedagógiai iskola' néven működtek a korábbi kisegítő iskolák. Majd megindult a tanulócsoportok szétválasztása az értelmi fogyatékosság súlyossága szerint. Létrejött foglalkoztató iskola az imbecillis tanulók, és a kisegítő iskola a debilis tanulók számára. 1964-ben elkészült a kisegítő iskola önálló tanterve. A hazai kisegítő iskolai hálózat az 1970-es évek végére teljesen kiépült; emellett sok településen az általános iskola mellett létrejött kisegítő iskolai tagozat vagy osztály; a legtöbb megyében működik olyan kisegítő iskola, amelyhez nevelőotthon (diákotthon) is tartozik.
A hátrányos helyzetű gyermekek, közülük is különösen a roma tanulók arányának a növekedése a kisegítő iskolában társadalmi vitákat indított el a szelekció problémáiról. A kisegítő iskola elnevezés az 1985. évi I. sz. törvény alapján megszűnt, elsősorban az érintettek megbélyegzésének elkerülése céljából. Ma minden korábbi kisegítő iskola az eltérő tantervű  általános iskola (EÁI) elnevezést viseli. A kisegítő iskola funkcióit, tanulónépességének összetételét a névváltozás nem érintette. Az EÁI-ba azok a 6-16 éves, nehezen tanuló (enyhén értelmi fogyatékos, tanulásban akadályozott) gyermekek/fiatalok járnak (a tanköteles népesség 2,4-2,8%-a), akik akadályozott fejlődésük folytán a többségi általános iskolában nem tudnak eredményesen tanulni. A EÁI  felvételi körzetét a közoktatási irányító szervek, az EIÁ-ba való felvételt pedig jogszabályok határozzák meg. A tanulási képességet vizsgáló szakértői és rehabilitációs bizottság (gyógypedagógiai szakértői bizottságok) vizsgálata alapján írásos javaslat készül akkor, ha a tanulási nehézséget mutató gyermek oktatása az ÉÁI-ban indokolt. A döntésben a szülőknek törvény által biztosított jogaik vannak. 
Az EIÁ-nak 9 felmenő osztálya van: előkészítő és 1-8. osztály.  A tanulócsoportok átlagos létszáma 10-14 fő. Alapdokumentuma: A kisegítő iskolák nevelési és oktatási terve (1979-1981). A Nemzeti alaptanterv bevezetése változásokat hozott az EÁI tantervében is. 1985-től különböző iskola-kísérletek folytak a kisegítő iskolák célját és működését meghatározó tanterv átfogó korszerűsítésére; egyes kisegítő iskolák együttműködnek általános iskolákkal az integrált nevelés, integrált iskoláztatás bevezetése céljából. A kisegítő iskolák 8. osztályát elvégző tanulók a speciális szakiskolában, gyógypedagógiai intézményekben tanulnak tovább. A kisegítő iskolában a oligofrénpedagógia szakon szerzett gyógypedagógiai tanári diploma (gyógypedagógusok képzése) minősül szakképzettségnek.